# Richard Zare
Richard Neil Zare (Cleveland, 19 de novembro de 1939) é um físico-químico estadunidense.
É professor de química na Universidade Stanford.